# Famille de Bedoire

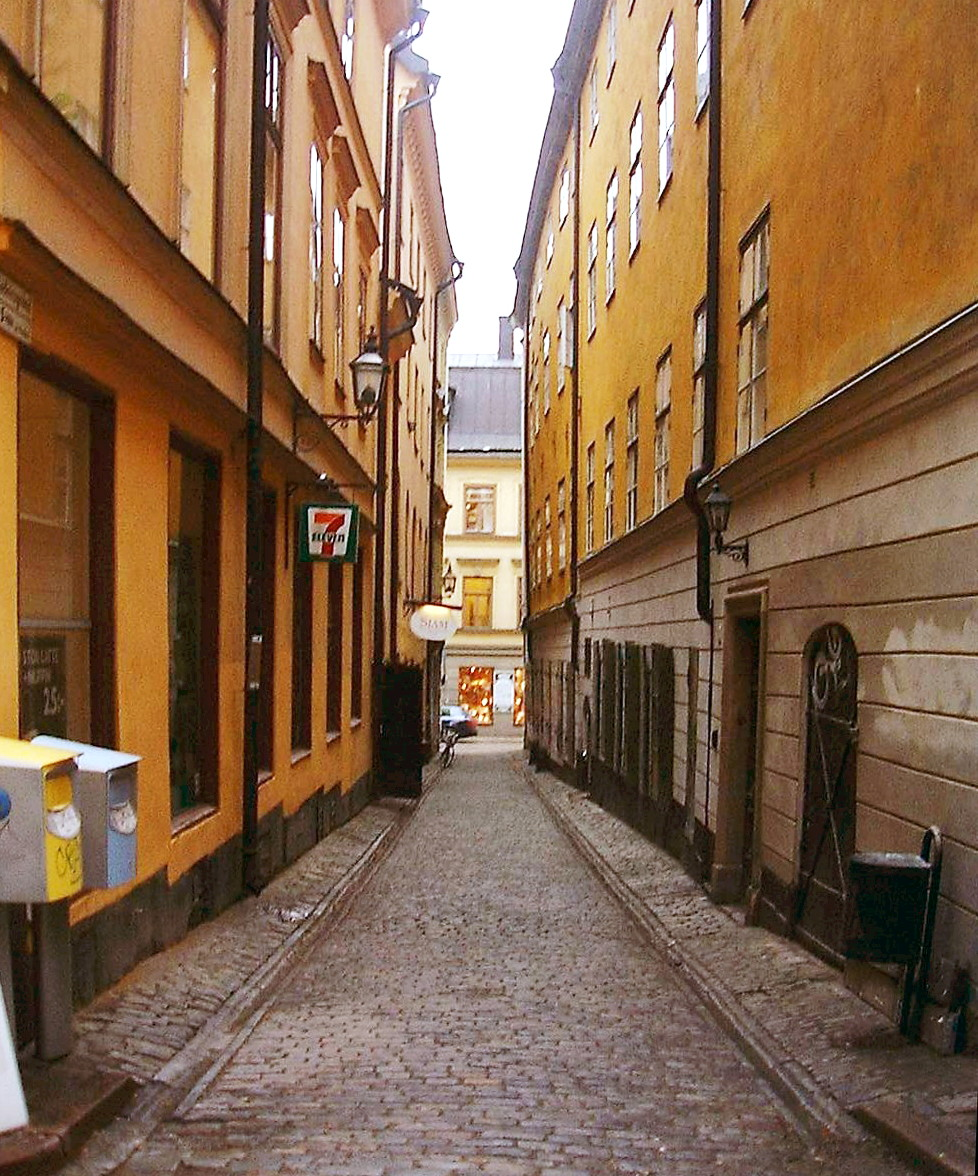
Rue Bedoirsgränd à Gamla stan à Stockholm.

La famille de Bedoire est une famille subsistante de la noblesse suédoise et d'origine française, spécifiquement de l'ancienne province de Saintonge, établie en Suède depuis les années 1660. 
Le premier représentant de la famille en Suède, le perruquier Jean Bédoire l'Ancien (mort en 1721), était un huguenot qui a quitté la France sous la pression du pouvoir d'État dominé par les catholiques,.

## Histoire
La famille Bédoire est arrivée en Suède avec le perruquier Jean Bédoire l'Ancien (mort en 1721) venu de Saintonge en France. Il s'installa à Stockholm et reçut une charte dans sa profession en 1672. De la fabrication de perruques, il passa à un commerce rentable, important principalement du vin français et des produits français, principalement des perruques et des textiles, ainsi qu'exportant du cuivre et du laiton.
Il était associé à la Compagnie du Nord fondée par Colbert,.
Jean Bedoire l'Ancien eut plusieurs enfants, dont Jean Bedoire le Jeune (1683-1753) semble être le plus notable. Il a repris l'entreprise commerciale de son père et a démarré une activité bancaire. Il était le plus grand importateur de vin en Suède et l'un des hommes les plus riches du pays.[3] Lui et sa famille en sont venus à être considérés comme faisant partie des Skeppsbroadeln,[1] une désignation qui marquait le statut social indépendamment de la noblesse réelle. Parmi les membres de la famille figurent le propriétaire du moulin Jean Frédéric Bedoire (1747–1830) et le directeur Frans Bedoire (1690–1742) de la Compagnie suédoise des Indes orientales. Un fils du dernier Jean (1728–1800) fut anobli de Bedoire. Il était célibataire et n'avait pas de descendants.
Parmi les membres contemporains de la famille se trouve l'auteur et historien de l'architecture Fredric Bedoire (né en 1945).

## Personnalités
- Elis Bedoire (sv) (1844–1883), ingénieur et inventeur
- Frans Bedoire (sv) (1690–1742), homme d'affaires, l'un des fondateurs de la Compagnie des Indes orientales
- Fredric Bedoire (né en 1945), historien de l'architecture
- Jean Bedoire (sv), plusieurs personnes:
  - Jean Bedoire l'Ancien (sv) (mort en 1721), perruquier et marchand
  - Jean Bedoire le Jeune (sv) (1683–1753), marchand en gros
  - Jean Frederic Bedoire (sv) (1747–1830), chef d'entreprise
  - Jean de Bedoire (1728–1800), agent suédois et consul général à Lisbonne, anobli